# Elizabeth Chambers (pilote)
Pour les articles homonymes, voir Elizabeth Chambers.
 (mars 2018).
Si vous disposez d'ouvrages ou d'articles de référence ou si vous connaissez des sites web de qualité traitant du thème abordé ici, merci de compléter l'article en donnant les références utiles à sa vérifiabilité et en les liant à la section « Notes et références ».

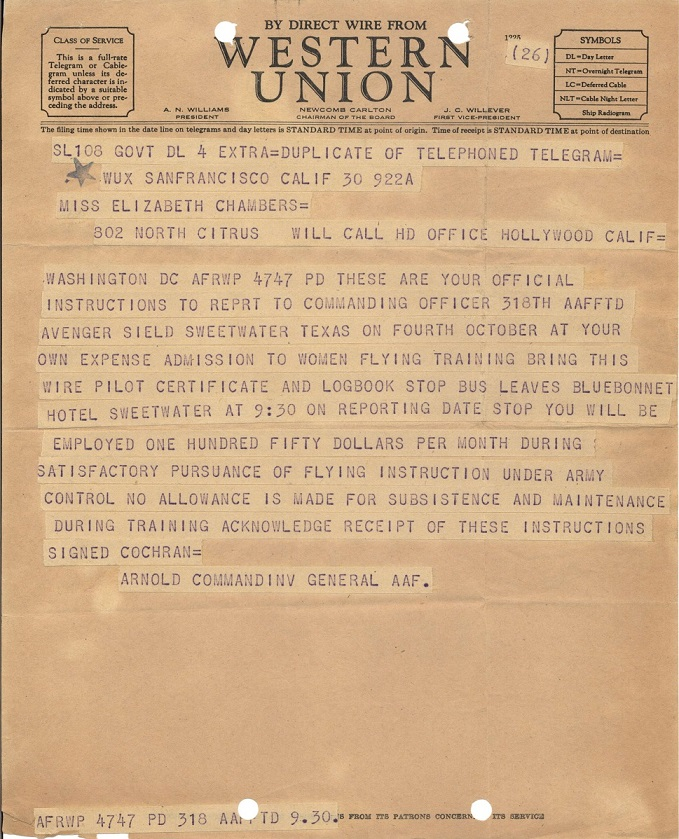
Télégramme de Jacqueline Cochran à Elizabeth Chambers lui demandant de se présenter au service.

Elizabeth "Betty" Maxine Chambers (25 août 1920 - 11 mai 1961) est l'une des premières femmes pilotes de la Women Airforce Service Pilots (WASP), organisme au sein duquel les femmes ont pris part à des vols de reconnaissance afin que les pilotes masculins puissent être disponibles pour le combat. 
Elle faisait partie de la classe 44-W-3 dans le cadre du 318e Détachement d'entraînement au pilotage des forces aériennes de l'Armée. Elle est devenue pilote peu de temps après que son mari a perdu la vie en vol et malgré le fait qu'elle ait un nouveau-né. Elle est la seule mère et veuve qui ait servi en tant que WASP.

## Enfance
Elizabeth Chambers est née à Los Angeles, Californie. Elle est la fille de Samuel Cramsey et de Gertrude Cramsey (née Hulse). Elle a grandi à Hollywood, Californie. 

## Carrière
Avant la Seconde Guerre mondiale, Elizabeth Chambers a travaillé pour la Walt Disney Company et Universal Pictures, où elle a travaillé dans la post-production qui a impliqué des contours d'encrage pour les cellules de celluloïd des bandes dessinées en préparation pour la peinture au cours de la phase de traitement de l'image de la production cinématographique.
Elisabeth Chambers se marie à Robert William Chambers, un pilote de l'Armée de l'Air américain qui a précédemment travaillé au sein du département "Ingénierie" de Lockheed. Plus tard, durant son service, Elizabeth Chambers a été envoyé en mission dans les plantations de Lockheed.
En 1942, durant la guerre, Robert Chambers est tué dans un crash aérien. Après sa mort, Elizabeth Chambers et son bébé déménagent chez ses parents et elle obtient un poste d'opératrice téléphonique à la Southern California Telephone Company.
Elizabeth Chambers postule pour devenir une femme pilote. Elle déclare : "La veille de son accident, Bob a entendu parler du programme de femmes pilotes et il voulait me voir voler. J'aime voler autant que lui, et j'espère que je serais capable de remplacer un homme qui faisait le travail aussi bien que Bob le souhaitait. Elle commence son entraînement le 4 octobre 1943 et le termine le 15 avril 1944.
Elizabeth Chambers s'entraîne au Avenger Field de Sweetwater au Texas et est ensuite envoyée au Turner Field d'Albany en Géorgie. Elle a ensuite fréquenté la Army Air Force Tactical School à Orlando, en Floride. Chambers est ensuite en service au Greenwood Army Air Field à Greenwood, Mississippi. A Greenwood, Elizabeth Chambers accumule plus de 420 heures de vol jusqu'au 20 décembre 1944.
En tant que pilote, elle a piloté des AT-6, des biplan PT-17, des Beechcraft AT-10 et le BT-25.
Elizabeth Chambers termine son service quand le programme WASP a été dissous à la fin de l'année 1944.
Après la guerre, Elizabeth Chambers a travaillé chez American Airlines à l'aéroport de LaGuardia, à New York, jusqu'en 1946. Elle perd finalement contact avec la communauté WASP, un groupe très soudé qui organisait souvent des réunions et des rencontres.

## Distinctions
Le 2 novembre 1977, le président Jimmy Carter a fait voter la loi 95-202 qui donne le statut de vétéran à celles et ceux qui ont servi dans le programme militaire WASP. Ils étaient jusqu'alors considérés comme civils. En juillet 2009, le président Barack Obama signe une loi qui donne aux WASP la médaille d'or du Congrès. 

## Vie privée
En 1941, Elizabeth Chambers épouse Robert William Chambers, un pilote de l'Armée de l'Air américain. Son fils, Robert Michael "Mike" Chambers, né en 1942, a joué le rôle de Don Ameche bébé dans le film Heaven Can Wait en 1943.
En 1947, elle épouse Robert Edward Black, un bûcheron. Elle décède en 1961.